# Ambrysus circumcinctus
Ambrysus circumcinctus är en insektsart som beskrevs av F. Jules Montandon 1910. Ambrysus circumcinctus ingår i släktet Ambrysus och familjen vattenbin. Inga underarter finns listade i Catalogue of Life.